# Kurt-Eisner-Straße (München)

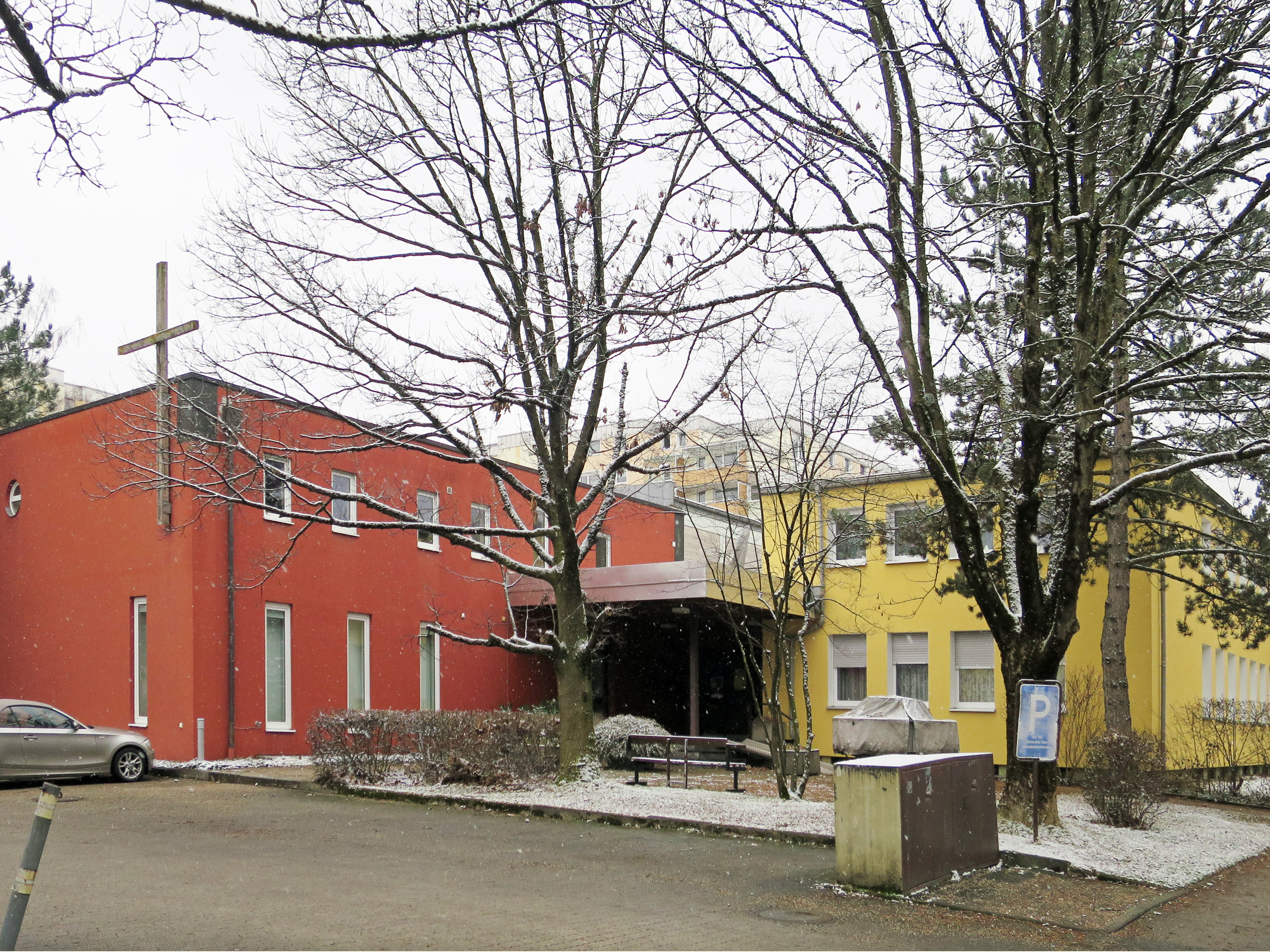
Evangelische Reformierte Gemeinde München 2

Die Kurt-Eisner-Straße in München führt vom Karl-Marx-Ring nach Süden und trifft nach einer Biegung nach Osten wieder auf diesen und ist eine reine Autoverkehrsstrasse. Sie liegt im Stadtteil Ramersdorf-Perlach/Neuperlach. Sie wurde benannt nach dem ersten Ministerpräsidenten und Gründer Bayerns als Freistaat nach dem Ersten Weltkrieg, Kurt Eisner.
Die Straße hat eine Länge von 998 Metern.
Die Straße wurde 1969 nach hitzigen Debatten nach Kurt Eisner benannt. Die CSU protestierte gegen diese Benennung. Von den zehn nach ihm benannten Straßen in Deutschland ist es die einzige auf dem Gebiet der alten Bundesrepublik. Auf dem Gebiet der ehemaligen DDR sind es hingegen neun Straßen. Einen Kurt-Eisner-Platz gibt es nur in Aschaffenburg und im thüringischen Hermsdorf. Die Benennung der Straße in Kurt-Eisner-Straße ist zugleich die erste öffentliche Ehrung des ersten Ministerpräsidenten Bayerns in München. Das Kurt-Eisner-Denkmal in der Kardinal-Faulhaber-Straße vor dem Haus Nr. 14, an der Stelle seiner Ermordung, entstand 1989, und das Kurt-Eisner-Denkmal am Oberanger 2011. Mit dem Gedenken an den ungeliebten Freistaatgründer Bayerns hatte man gerade in München Probleme.
In der Straße stehen viele Wohnblöcke. In der Kurt-Eisner-Straße 52 befindet sich die Evangelische Reformierte Gemeinde München 2.